# Sembas
Sembas – miejscowość i gmina we Francji, w regionie Nowa Akwitania, w departamencie Lot i Garonna.
Według danych na rok 1990 gminę zamieszkiwały 154 osoby, a gęstość zaludnienia wynosiła 12 osób/km² (wśród 2290 gmin Akwitanii Sembas plasuje się na 1022. miejscu pod względem liczby ludności, natomiast pod względem powierzchni na miejscu 888.).